# Tarakonska Hispanija
Tarakonska Hispanija (latinsko: Hispania Tarraconensis), ena od treh rimskih provinc v Hispaniji. Obsegala je večino sredozemske obale in osrednjo planoto Iberskega polotoka. 
Sedanja južna španska pokrajina Andaluzija je bila provinca Betika. Na atlantski obali Iberskega polotoka je bila provinca Luzitanija, ki se je delno prekrivala s sedanjo Portugalsko. 

## Zgodovina
Rimska provinca Tarakonska Hispanija je nastala po Avgustovi reorganizaciji Rimskega cesarstva leta 27. pr.n. št. kot naslednica province Hispanije Citerior, v kateri je v pozni republiki vladal konzul. Glavno mesto province je bil Tarraco, sedanja Tarragona v Kataloniji. Po kantabrijskih vojnah v letih 29-19 pr. n. št. je prišla pod rimsko oblast cela Iberija in se priključila Tarakonski Hispaniji. Zadnje ljudstvo, ki so ga pokorili Rimljani, so bili Kantabri na severozahodu Iberije v sedanji španski pokrajini Kantabriji. 
V Tarakonski Hispaniji je od leta 61 vladal Servij Sulpicij Galba, ki je bil leta 68-99 221 dni rimski cesar. Leta 73 je bil njen prokurator Plinij Starejši. Pod Dioklecijanom je bila leta 293 razdeljena na tri manjše province: Galicijo, Kartaginsko Hispanijo in Tarakonsko Hispanijo. Tarakonska Hispanija je nato živela do invazije Vizigotov na začetku 5. stoletja. Njihovi napadi so leta 409 vzpodbudili upor Baskov in Kantabrov, ki se je končal z ustanovitvijo Vizigotskega kraljestva. 
Invazija Vizigotov je sprožila obširno pridobivanje kovin, predvsem zlata, srebra in kositra. Aluvijalni rudniki zlata v Las Medulasu kažejo, da so zlato na veliko pridobivali že Rimljani, ki so z bližnjih gora do rudnikov zgradili več akvaduktov, dolgih do 48 km. Hitro tekoča voda je iz mehke kamnine izprala velike količine zlata. Ko so bili površinski kopi izčrpani, so se lotili jamskega rudarjenja. Tršo zlatonosno kamnino so lomili z ognjem in vodo. Njihove rudarske metode je dobro opisal Plinij Starejši, verjetno na osnovi lastnih opazovanj.

## Prebivalstvo
Sredozemsko obalo Iberskega polotoka so že v 8.-6. st. pr. n. št. kolonizirali Feničani in Kartažani. Posamezne kolonije so ustanovili tudi Grki. Rimljani so se na polotoku pojavili v 2. st. pr. n. št..

## Verstva
Najbolj priljubljeno božanstvo v rimski Hispaniji je bila Izida, kateri je sledila Velika mati - Kibela. Priljubljeni sta bili tudi kartažansko-feničanski božanstvi Melkart (bog sonca in morja) in Tanit (kraljica mati, morda povezana tudi z Luno). Omenjena božanstva so kmalu zamenjali rimski bogovi. Melkarta na primer je zamenjal Herkules, ki je bil sam različica grškega Herakleja. Poleg njih so bili pomembni tudi kartažanski najvišji bog Baal, in egipčanska bogova Bes in Oziris.

## Gospodarstvo
Najpomembnejši tarakonski izvozni proizvodi so bili les, cinabarit, zlato, železo, kositer, svinec, keramika, marmor, vino in olivno olje.